# 神立站
神立站（日语：／ Kandatsu eki */?）是位於茨城县土浦市神立中央，屬於东日本旅客铁道（JR東日本）和日本货物铁道（JR货物）管辖的鐵路車站。

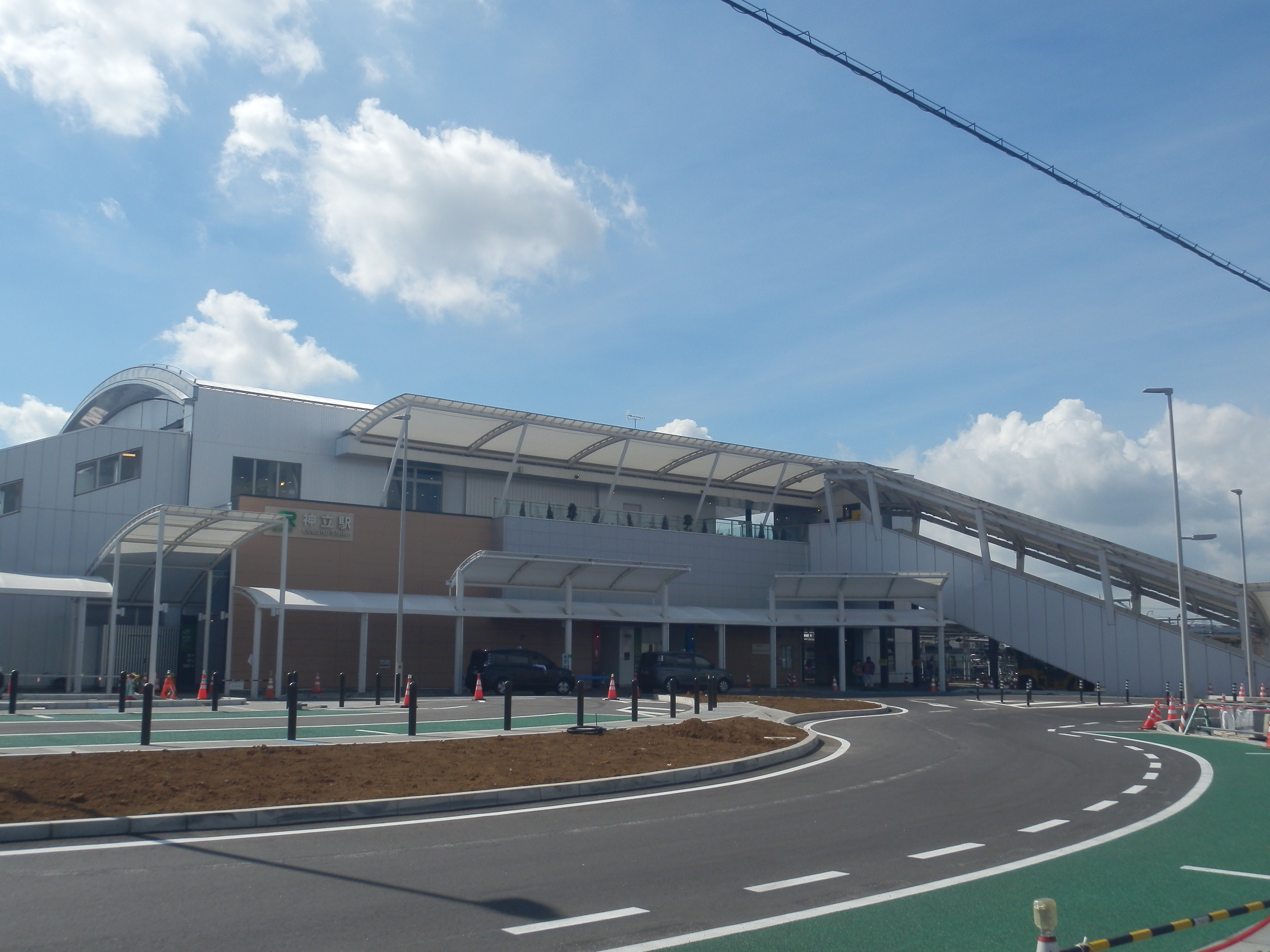
西口(2023年9月)

## 历史
- 1895年11月4日 - 作为日本铁道土浦线车站投入运营。
- 1909年10月12日 - 线路名制定，归属常磐线。
- 1987年4月1日 - 国铁分割民营化后成为JR东日本和JR货物车站。
- 1995年8月1日 - 设置自动闸机。
- 2001年11月18日 - 本站支持使用Suica。
- 2009年8月1日 - 更换发车音乐。
- 2015年3月14日 - 时刻表调整，特急列车通过，只有普通列车停靠。
- 2016年
  - 6月1日 - 再开发工程开工。
  - 7月10日 - 成为JR东日本车站服务业务委托站。
  - 10月21日 - 旧站房停止使用。
  - 10月22日 - 临时站房开始使用，在原有站房土浦方向30m处。
- 2018年
  - 3月11日 - 本日后，绿色窗口关闭[2]。
  - 3月23日 - 联络通道部分投入使用[3]。
  - 3月24日 - 新站房部分投入使用[3]。

## 车站结构

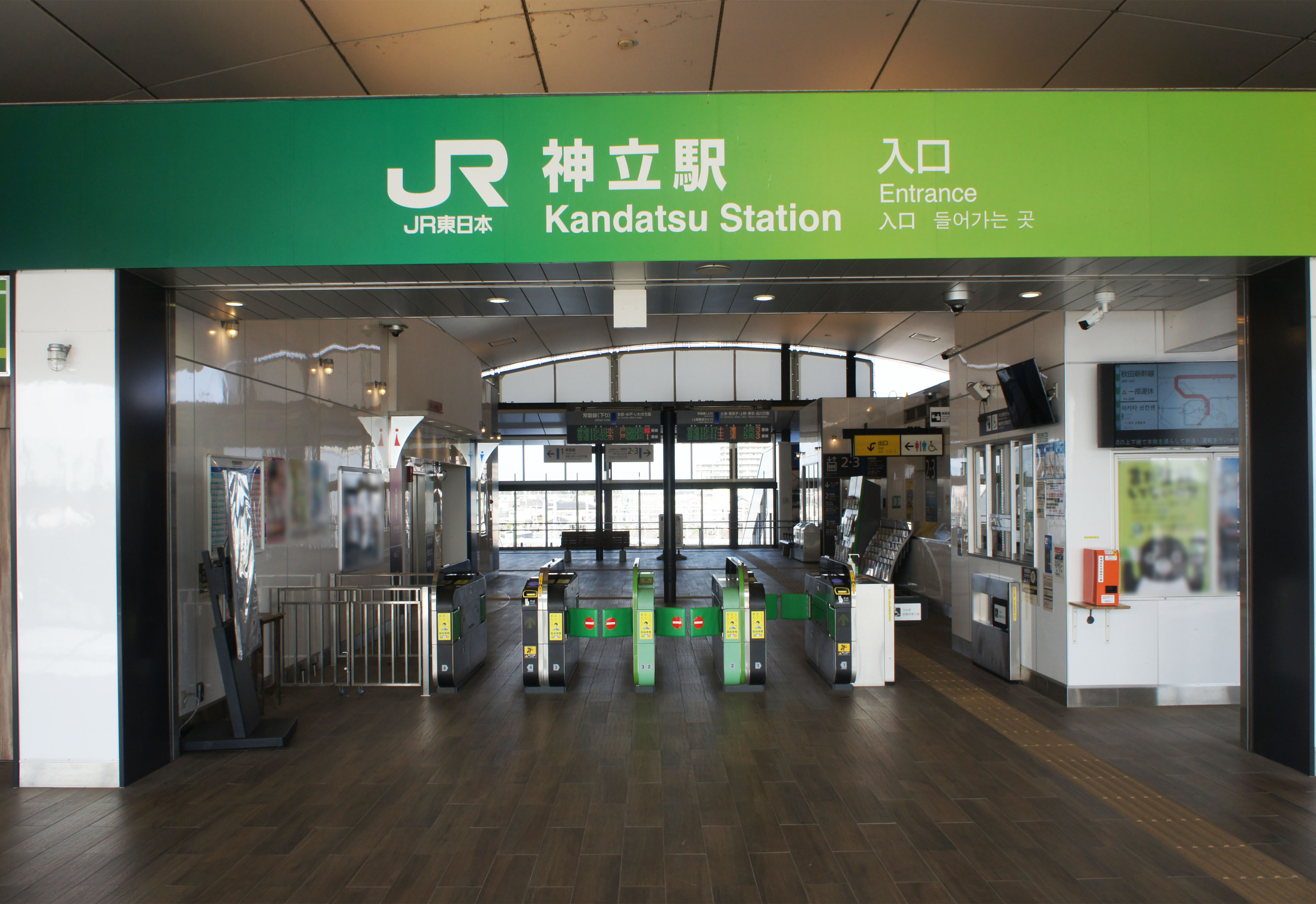
驗票口(2022年3月)

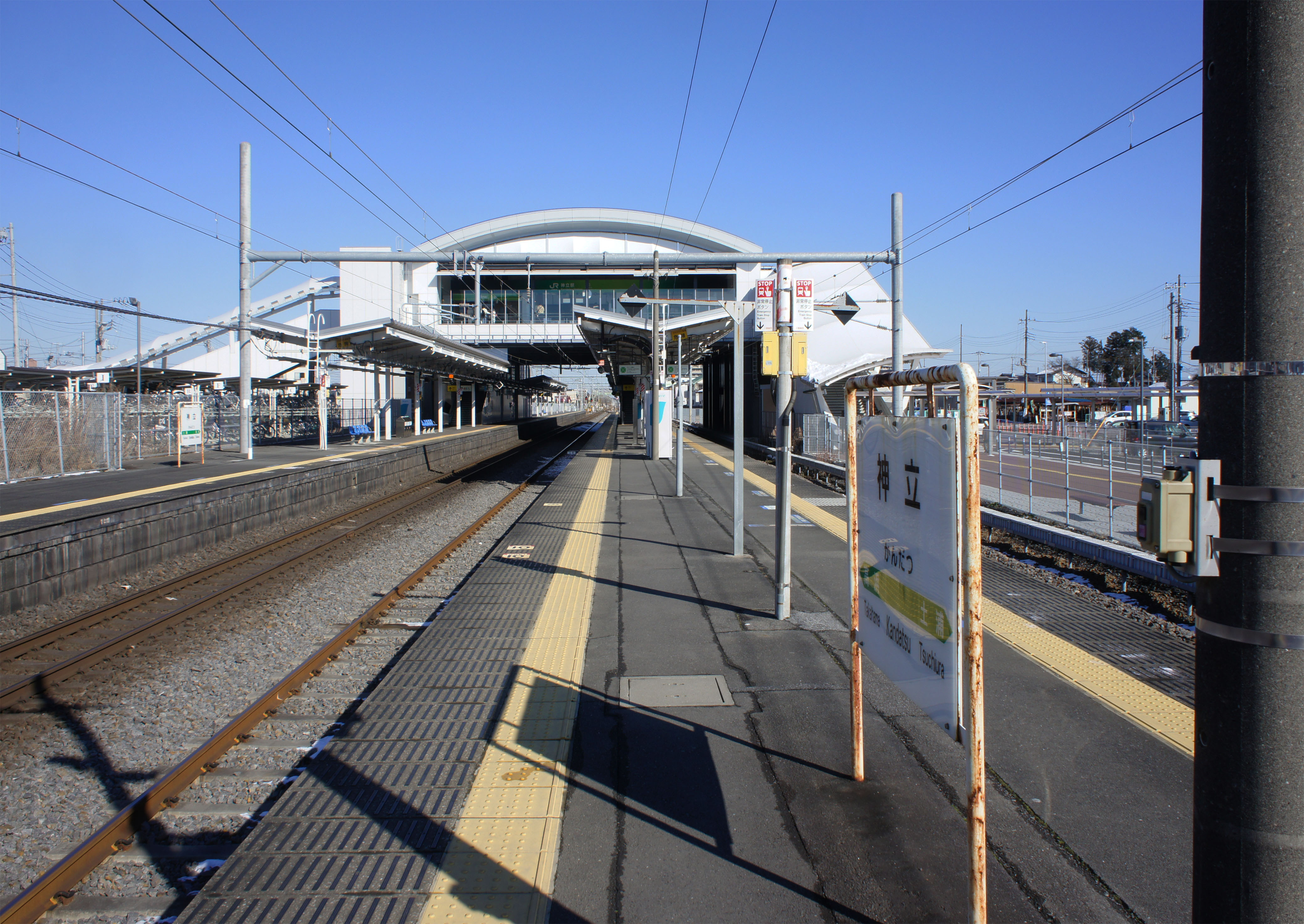
月台(2022年1月)

本站為侧式站台1台1线与岛式站台1台2线构成的地上车站。目标2019年冬季投入使用的上跨式站房还在施工中。
本站為业务委托站，站內设有Suica自动闸机和指定席自动售票机。

### 站台配置
| 站台 | 路线    | 方向 | 目的地                                    | 参考     |
| ---- | ------- | ---- | ----------------------------------------- | -------- |
| 1    | ■常磐線 | 下行 | 水户、日立、磐城方向                      |          |
| 2    | ■常磐線 | 下行 | 水户、日立、磐城方向                      | 部分列车 |
| 2    | ■常磐線 | 上行 | 土浦、上野、東京、品川方向 （上野东京线） | 部分列车 |
| 3    | ■常磐線 | 上行 | 土浦、上野、東京、品川方向 （上野东京线） |          |

（來源：JR東日本:車站構內圖 （页面存档备份，存于））

## 使用情况
根據JR東日本，2018年度（平成29年度）1日平均上車人次為5,540人。
近年的推移如下表。
| 上車人次推移       | 上車人次推移     | 上車人次推移    |
| 年度               | 1日平均 上車人次 | 來源            |
| ------------------ | ---------------- | --------------- |
| 2000年（平成12年） | 6,406            | [ 利用客数 2 ]  |
| 2001年（平成13年） | 6,093            | [ 利用客数 3 ]  |
| 2002年（平成14年） | 5,804            | [ 利用客数 4 ]  |
| 2003年（平成15年） | 5,824            | [ 利用客数 5 ]  |
| 2004年（平成16年） | 5,726            | [ 利用客数 6 ]  |
| 2005年（平成17年） | 5,567            | [ 利用客数 7 ]  |
| 2006年（平成18年） | 5,506            | [ 利用客数 8 ]  |
| 2007年（平成19年） | 5,536            | [ 利用客数 9 ]  |
| 2008年（平成20年） | 5,574            | [ 利用客数 10 ] |
| 2009年（平成21年） | 5,313            | [ 利用客数 11 ] |
| 2010年（平成22年） | 5,283            | [ 利用客数 12 ] |
| 2011年（平成23年） | 5,289            | [ 利用客数 13 ] |
| 2012年（平成24年） | 5,475            | [ 利用客数 14 ] |
| 2013年（平成25年） | 5,495            | [ 利用客数 15 ] |
| 2014年（平成26年） | 5,406            | [ 利用客数 16 ] |
| 2015年（平成27年） | 5,532            | [ 利用客数 17 ] |
| 2016年（平成28年） | 5,422            | [ 利用客数 18 ] |
| 2017年（平成29年） | 5,468            | [ 利用客数 19 ] |
| 2018年（平成30年） | 5,540            | [ 利用客数 20 ] |

## 相鄰車站
東日本旅客鐵道（JR東日本）
■普通
土浦－神立－高濱

### 使用情况
1. ↑  . 東日本旅客鉄道.   [2019-07-07]. （原始内容存档于2019-07-05）.
2. ↑  . 東日本旅客鉄道.   [2019-03-07]. （原始内容存档于2019-03-28）.
3. ↑  . 東日本旅客鉄道.   [2019-03-07]. （原始内容存档于2019-03-28）.
4. ↑  . 東日本旅客鉄道.   [2019-03-07]. （原始内容存档于2019-03-28）.
5. ↑  . 東日本旅客鉄道.   [2019-03-07]. （原始内容存档于2019-03-28）.
6. ↑  . 東日本旅客鉄道.   [2019-03-07]. （原始内容存档于2019-03-28）.
7. ↑  . 東日本旅客鉄道.   [2019-03-07]. （原始内容存档于2019-03-28）.
8. ↑  . 東日本旅客鉄道.   [2019-03-07]. （原始内容存档于2019-03-28）.
9. ↑  . 東日本旅客鉄道.   [2019-03-07]. （原始内容存档于2019-03-28）.
10. ↑  . 東日本旅客鉄道.   [2019-03-07]. （原始内容存档于2019-03-28）.
11. ↑  . 東日本旅客鉄道.   [2019-03-07]. （原始内容存档于2019-03-28）.
12. ↑  . 東日本旅客鉄道.   [2019-03-07]. （原始内容存档于2019-03-28）.
13. ↑  . 東日本旅客鉄道.   [2019-03-07]. （原始内容存档于2019-03-28）.
14. ↑  . 東日本旅客鉄道.   [2019-03-07]. （原始内容存档于2019-03-28）.
15. ↑  . 東日本旅客鉄道.   [2019-03-07]. （原始内容存档于2019-03-28）.
16. ↑  . 東日本旅客鉄道.   [2019-03-07]. （原始内容存档于2019-03-28）.
17. ↑  . 東日本旅客鉄道.   [2019-03-07]. （原始内容存档于2019-03-23）.
18. ↑  . 東日本旅客鉄道.   [2019-03-07]. （原始内容存档于2019-03-28）.
19. ↑  . 東日本旅客鉄道.   [2019-07-07]. （原始内容存档于2019-03-21）.
20. ↑  . 東日本旅客鉄道.   [2019-07-08]. （原始内容存档于2019-07-05）.

## 外部連結
- 車站資訊（神立）：東日本旅客鐵道